# 布萊克希爾
布萊克希爾（英語：Blackshear）是一個位於美國喬治亞州皮爾斯縣的城市。根據2010年美國人口普查，該地共人口3445人，而該地的面積約為11.30平方千米。同時該地也是皮爾斯縣的縣治。

## 地理
布萊克希爾的座標為31°17′56″N 82°14′52″W / 31.29889°N 82.24778°W，而該地的平均海拔高度為34米（即112英尺）。